# Ben Jonson
Benjamin Jonson (asi 11. června 1572, Westminster, Londýn – 6. srpna 1637, Londýn) byl anglický dramatik pozdní renesance (období tzv. alžbětinského divadla), jehož hry předjímají poetiku klasicistního dramatu.

## Život
Ben Jonson se narodil dva měsíce po smrti svého otce, který byl duchovním. Navštěvoval sice jednu z nejlepších středních škol v Londýně Westminster School, které bylo střediskem humanistické vzdělanosti., ale studium nedokončil, protože ho jeho nevlastní otec, který byl zedníkem, ze školy vzal a dal učit také na zedníka. Jonson však brzy vstoupil do armády a bojoval ve Flandrech. Po návratu do Anglie se stal potulným hercem a nakonec začal sám psát divadelní hry, od roku 1597 pro divadelní společnost Služebníci lorda admirála (Lord Admiral's Men).
Ben Jonson měl výbušnou povahu a jeho život byl plný konfliktů, soubojů a bitek, které ho dokonce roku 1598 přivedly do vězení a hrozil mu trest smrti, jenž byl změněn na vypálení cejchu a zabavení majetku. Po roce 1599 se začal věnovat tvorbě pro soukromá šlechtická divadla a podporoval je i v tzv. válce divadel (nebo také válce básníků), která probíhala v letech 1599–1602 právě mezi šlechtickými (soukromými) a veřejnými divadly. Svá nejlepší díla pak napsal v letech 1605 a 1614 a položil v nich základy techniky dramatické charakterizace, používané později za anglického klasicismu. Roku 1616 se stal profesorem rétoriky na Gresham College v Londýně a téhož roku obdržel od krále Jakuba I., pro jehož dvorní divadlo psal od roku 1603 tzv. masky, pravidelný důchod. Poté se začal u něho projevovat částečný pokles tvořivé aktivity, a jako dramatik se na deset let odmlčel. Roku 1619 obdržel v Oxfordu titul mistra svobodných umění honoris causa.
Konec jeho života byl poznamenán nepříjemnými a později i tragickými událostmi. Při požáru jeho knihovny v roce 1623 mu shořela řada jeho rozpracovaných děl. Pak se začal postupně dostávat do finančních problémů, protože po jeho maskách nebyla již na dvoře Karla I. poptávka a hry určené pro divadla veřejná neměly potřebný úspěch. Roku 1628 ochrnul po záchvatu mrtvice. Obdržel sice úřad kronikáře města Londýna a později penzi, přesto umřel téměř v bídě.

## Dílo

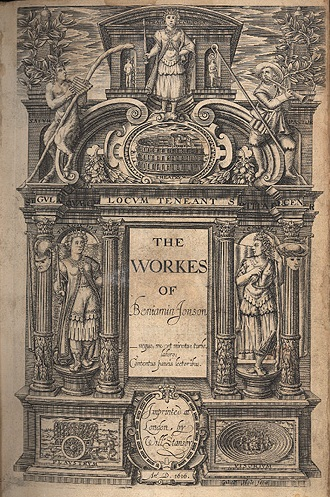
Vydání her Bena Jonsona z roku 1616.

### Divadelní hry
- A Tale of a Tub (asi 1596, Příběh o korytě), komedie, upraveno 1633, tiskem 1640,
- The Isle of Dogs (1597, Psí ostrov), dnes ztracená "protistátní" komedie napsaná pravděpodobně společně s Thomasem Nashem, která přivedla Jonsona do vězení.[1]
- The Case is Altered (před 1598, To je jiná věc), tiskem 1609, komedie,
- Every Man in His Humour (1598, Každý podle své chuti), tiskem 1601, komedie, první velký Jonsonův úspěch. Hra vychází z předpokladu antické a renesanční medicíny, že povahu člověka určuje, která ze čtyř jeho hlavních tělesných šťáv v jeho těle převládá. Když převládá krev, jde o sangvinika, když světlá žluč, pak jde o cholerika, když hlen, jde o flegmatika a pokud černá žluč, pak jde o melancholika.[1] Tento přístup však vedl k poněkud schematickému jednorozměrnému charakteru vystupujících postav.
- Every Man out of His Humour (1599, Každý proti své chuti), tiskem 1600, komedie vycházející ze stejných principů, jako Jonsonovo předcházející dílo. Jde o vůbec nejdelší text určený pro alžbětinské veřejné divadlo,[1] hra však nebyla příliš úspěšná.
- Cynthia's Revels (1600, Cynthiiny radovánky), tiskem 1601, satirická komedie,
- The Poetaster (1601, Veršotepec), tiskem 1602, satirická komedie zesměšňující dramatiky píšící pro veřejná divadla, například Thomase Dekkera nebo Johna Marstona (se kterým se však opět spřátelil).
- Sejanus His Fall (1603, Pád Sejanův), tiskem 1605, ne příliš úspěšná tragédie, ve které se Jonson pokusil přesně zobrazit události z římské historie, v tomto případě život favorita římského císaře Tibéria.
- Eastward Hoe! (1605, Na východ!), tiskem rovněž 1605, komedie napsaná společně s Johnem Marstonem a Georgem Chapmanem, která vyvolala skandál pro údajnou urážku krále Jakuba I. protiskotskými výroky. Autoři byli dokonce načas uvězněni a propuštěni až na přímluvu vlivných známých.
- Volpone, or the Fox (1605, Volpone aneb Lišák), tiskem 1607, první z vrcholných Jonsonových děl, satirická komedie odehrávající se v Benátkách a zobrazující až zvířecí chamtivost po majetku, čemuž odpovídají i jména jednajících postav (velmož Lišák, advokát Sup, kupec Krkavec atp.). Hra vyniká komickými situacemi, které mají někdy až charakter krutých žertíků.
- Epicoene, or the Silent Woman (1609, Epicoena aneb Mlčenlivá žena), tiskem 1616, další vrcholná Jonsonova komedie zesměšňující pseudovzdělanectví, chlubivost a nerudnost, ve které vytoužená tichá žena je ve skutečnosti zamaskovaný chlapec.
- The Alchemist (1610, Alchymista), tiskem 1612, třetí Jonsonova vrcholná komedie odehrávající se v Londýně a jejímž tématem je šarlatánství a slepá honba za ziskem neštítící se podvodů.
- Catiline His Conspiracy (1611, Catilinovo spiknutí), tiskem rovněž 1611, opět ne příliš úspěšná tragédie z římských dějin zobrazující Catilinovo spiknutí.
- Bartholomew Fair (1614, Bartolomějský jarmark), tiskem až 1631, poslední Jonsonovo vrcholné dílo, komedie zesměšňující puritánskou důstojnost a lidskou hloupost. Na rozdíl od předchozích děl je napsána prózou.
- The Devil is an Ass (1616, Ďábel je osel), tiskem až 1631, komedie, zesměšňující čarodějnické procesy a víru v čarodějnictví.
- The Staple of News (1626, Burza novinek), tiskem (1631, komedie,
- The New Inn (1629, Nový hostinec), tiskem 1631, komedie,
- The Magnetic Lady (1632, Magnetická žena), tiskem 1641, komedie,
- The Sad Shepherd (1637, Smutný pastevec), tiskem 1641, nedokončená pastorální hra,

### Masky

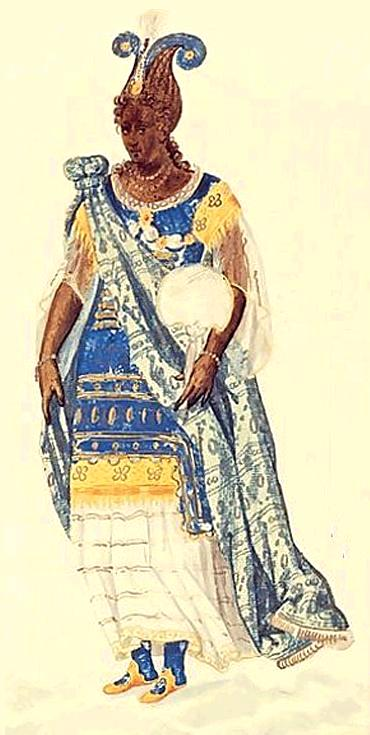
Daughter of Niger, kostým pro masku Bena Jonsona The Masque of Blackness (1605, Maska černoty) od Iniga Jonese.

Tzv. masky, tj. krátké, zpravidla veršované, divadelní hry zahrnující hudbu, zpěv, tanec a bohatou výpravu s kostýmy, psal Jonson pro dvorní divadlo anglického krále Jakuba I. od roku 1603 a dosáhl v tomto žánru ve spolupráci s nejvýznamnějším představitelem alžbětinské architektury Inigem Jonesem (1572–1651), který působil také jako scénograf a kostýmní výtvarník, velkého mistrovství. Z Jonsonových masek vynikají zejména:
- The Masque of Blackness (1605, Maska černoty), tiskem 1608,
- The Masque of Queens (1609, Maska královen), tiskem 1609, v této hře vystupuje mimo jiné i Vlasta, vůdkyně žen v dívčí válce, jako česká královna.[1]
- Oberon, the Faery Prince (1611, Oberon, král víl), tiskem 1616.
- Pleasure Reconciled to Virtue (1618, Rozkoš smířená se Ctností), tiskem 1641,

### Poezie
Jonson byl rovněž významný básník. Je autorem celé řady lyrických písní, které jsou součástí jeho divadelních her a z nichž mnoho zlidovělo. Dále psal lyrické básně, epigramy, elegie a ódy. Tato jeho díla jsou obsažena ve sbírkách:
- Epigrams (1616, Epigramy),
- The Forest (1616, Les),
- The Underwood (tiskem 1640, Podrost).

### Ostatní
- Timber, or Discoveries Mase upon Men and Matter (tiskem 1640, Stavební dříví aneb Objevy o lidech a věcech), soubor drobných próz. Jde o literárně-kritické poznámky, týkajících se antických autorů, a o osobní postřehy o Jonsonových současnících.

## Česká vydání
- Alchymista, Orbis, Praha 1956, přeložil Břetislav Hodek,
- Bartolomějský jarmark, antologie Alžbětinské divadlo II. – Shakespearovi současníci, Odeon, Praha 1980, přeložil Břetislav Hodek,
- Epicoena aneb Mlčenlivá žena, antologie Alžbětinské divadlo II. – Shakespearovi současníci, Odeon, Praha 1980, přeložil Břetislav Hodek,
- Volpone aneb Lišák, antologie Alžbětinské divadlo II. – Shakespearovi současníci, Odeon, Praha 1980, přeložil Břetislav Hodek.